# Markéta Beaufortová
Markéta Beaufortová (Margaret Beaufort; 31. května 1443, Bedfordshire –  29. června 1509, Westminster), hraběnka z Richmondu a Derby, byla anglická politička a mecenáška z rodu Beaufortů, matka krále Jindřicha VII. Tudora, jehož pomohla dosadit na trůn, a jedna z klíčových postav války růží. V politicky chaotické době aktivně manévrovala s cílem zajistit Jindřichovi korunu, což nakonec vyvrcholilo Jindřichovým rozhodným vítězstvím nad králem Richardem III. v bitvě u Bosworthu. Tím pomohla na anglický trůn nastolit Tudorovce.

## Původ
Markéta byla jedinou dcerou a dědičkou vévody ze Somersetu Jana Beauforta (1404–1444). Její dědeček Jan Beaufort, 1. hrabě ze Somersetu (asi 1371–1410) byl nemanželským, avšak legitimizovaným synem Jana z Gentu, třetího přeživšího syna anglického krále Eduarda III. Z toho pak Markéta odvozovala nárok na anglický trůn pro svého syna Jindřicha.

## Život a politické působení
Ještě jako nemluvně byla Markéta smluvně oddána se stejně starým Janem de la Pole, synem vévody ze Suffolku Viléma de la Pole. Ačkoliv bylo toto manželství v roce 1450 přes příbuzenský vztah legitimizováno papežem, Markéta Jana za manžela nepřijala, takže manželství bylo anulováno. Jejím manželem se pak stal Edmund z velšského rodu Tudorů. Jindřich Tudor se třináctileté Markétě narodil již jako pohrobek, protože jeho otec Edmund mezitím zahynul v zajetí Yorků na mor. Porod ve velmi mladém věku nejspíš Markétu fyzicky trvale poškodil, protože potom již neměla žádné děti. Dalším manželem čtrnáctileté vdovy se stal Jindřich Stafford, s nímž prožila poměrně šťastné manželství. Když lord Jindřich padl v bitvě u Barnetu, osmadvacetiletá Markéta opět ovdověla a brzy na to se z politických důvodů provdala za Tomáše Stanleyho, hraběte z Derby.
Po nástupu svého syna na trůn se Markéta, ačkoliv nebyla královnou, těšila značnému politickému vlivu a osobní nezávislosti, což obojí bylo u žen té doby neobvyklé. Během vlády svého syna byla významnou mecenáškou, která zahájila éru tudorovského sponzorství kultury a umění. Především založila dvě prominentní koleje na Univerzitě v Cambridgi, Christ's College v roce 1505 a St John's College, která byla dokončena po její smrti až v roce 1511. Lady Margaret Hall v Oxfordu, první oxfordská vysoká škola, která přijímala ženy, je pojmenována po ní a má její sochu v univerzitní kapli.

## Zobrazení v médiích

### V historické fikci

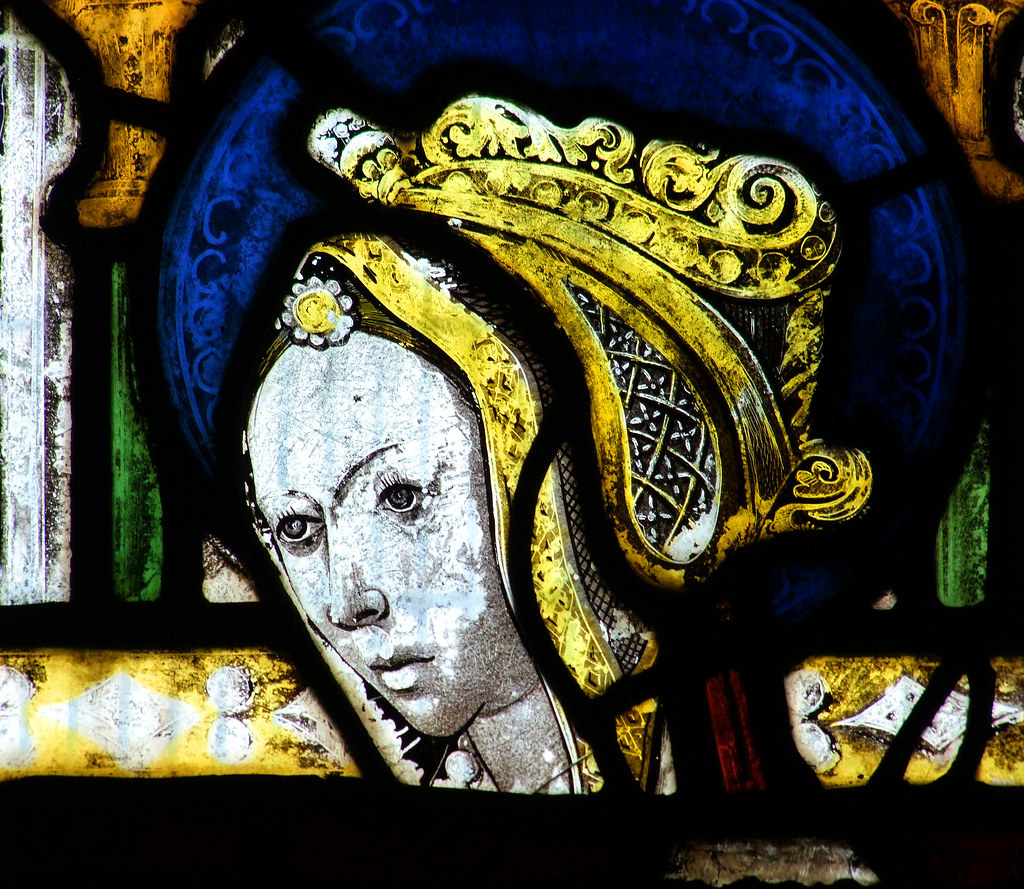
Vitráž v kostele Všech svatých v Landbeach v Cambridgeshire, která pravděpodobně zobrazuje mladou Markétu Beaufortovou

- Betty King, The Lady Margaret (1965), příběh o manželství Markéty Beaufortové a Edmunda Tudora, rodičů krále Jindřicha VII.
- Betty King, The King's Mother (1969), pokračování výše zmíněného, příběh ovdovělé Markéty Beaufortové, matky budoucího krále Jindřicha VII.
- Iris Gower, Destiny's Child (1999). Tento román byl původně vydán v roce 1974 pod názvem Bride of the Thirteenth Summer pod jménem Iris Davies.
- Philippa Gregory, série Romány o Plantagenetech a Tudorovcích (v pořadí vydání):[5]
  - Královský slib (2005), o mladé Kateřině Aragonské a jejím raném životě v Anglii
  - Bílá královna (2009), o Alžbětě Woodvillové
  - Červená královna (2010), o samotné Markétě Beaufortové
  - Vévodkyně lucemburská (2011), o Jacquettě Lucemburské
  - Jen jedna bude královnou (2012), o Anně Nevillové
  - Bílá růže Alžběta z Yorku (2013), o Alžbětě z Yorku
- Rebecca Gablé, Das Spiel der Könige (česky: Hra králů) (2007), třetí díl série Waringham od německé autorky, věnující se období 1455–1485; jednou z postav je Markéta („Megan“) Beaufortová.
- Livi Michael, Succession (2014), o Markétě z Anjou a Markétě Beaufortové.

### Na obrazovce
- Lady Markéta byla ztvárněna Marigold Sharmanovou v osmi z třinácti epizod BBC seriálu Shadow of the Tower (1972), kde Jindřicha VII. hrál James Maxwell.
- Channel 4 a RDF Media vytvořily drama o Perkinu Warbeckovi pro britskou televizi v roce 2005, Princes in the Tower. Režíroval ho Justin Hardy a Sally Edwards hrála lady Markétu po boku Paula Hiltona jako Jindřicha VII., Marka Umberse jako Warbecka a Nadii Cameron Blakey jako Alžběty z Yorku.
- V roce 2013 Amanda Hale ztvárnila lady Markétu Beaufortovou v televizním dramatickém seriálu Bílá královna, adaptaci Gregoryiných románů, který byl vysílán na BBC One, Starz a VRT.
- V pokračování seriálu Bílá princezna (2017) hrála Markétu Michelle Fairley. Později ji ztvárnila Harriet Walter v seriálu Španělská princezna (2019), navazujícím na oba předchozí seriály.
- Markéta je hlavní protagonistkou tří-dílné série z roku 2021 Royal Bastards: Rise of the Tudors, kde je příběh válek růží dramatizován z pohledu tří stran: rodu Yorků, rodu Lancasterů a samotné Markéty. Markéta je zde zobrazena dvěma herečkami (mladší a starší verzí): Ninou Marlin a Phoebe Sparrow.

### V hudbě
- V roce 2020 Renée Lamb ztvárnila Markétu Beaufortovou na nahrávce muzikálu A Mother's War, založeného na válkách růží.

## Vývod z předků
|                     |                                  |  |                     |                                        |  |  |  |  |  |  |  | Eduard III. Anglický |
|                     |                                  |  |                     |                                        |  |  |  |  |  |  |  |                      |
|                     | Jan z Gentu                      |  |                     |                                        |  |  |  |  |  |  |  |                      |
|                     |                                  |  |                     |                                        |  |  |  |  |  |  |  |                      |
|                     |                                  |  |                     | Filipa Henegavská                      |  |  |  |  |  |  |  |                      |
|                     |                                  |  |                     |                                        |  |  |  |  |  |  |  |                      |
|                     | Jan Beaufort                     |  |                     |                                        |  |  |  |  |  |  |  |                      |
|                     |                                  |  |                     |                                        |  |  |  |  |  |  |  |                      |
|                     |                                  |  |                     | Paon de Roet                           |  |  |  |  |  |  |  |                      |
|                     |                                  |  |                     |                                        |  |  |  |  |  |  |  |                      |
|                     | Kateřina Swynfordová             |  |                     |                                        |  |  |  |  |  |  |  |                      |
|                     |                                  |  |                     |                                        |  |  |  |  |  |  |  |                      |
|                     |                                  |  |                     |                                        |  |  |  |  |  |  |  |                      |
|                     |                                  |  |                     |                                        |  |  |  |  |  |  |  |                      |
|                     | John Beaufort                    |  |                     |                                        |  |  |  |  |  |  |  |                      |
|                     |                                  |  |                     |                                        |  |  |  |  |  |  |  |                      |
|                     |                                  |  |                     | Tomáš Holland, 1. hrabě z Kentu        |  |  |  |  |  |  |  |                      |
|                     |                                  |  |                     |                                        |  |  |  |  |  |  |  |                      |
|                     | Tomáš Holland, 2. hrabě z Kentu  |  |                     |                                        |  |  |  |  |  |  |  |                      |
|                     |                                  |  |                     |                                        |  |  |  |  |  |  |  |                      |
|                     |                                  |  |                     | Jana z Kentu                           |  |  |  |  |  |  |  |                      |
|                     |                                  |  |                     |                                        |  |  |  |  |  |  |  |                      |
|                     | Margaret Beaufort                |  |                     |                                        |  |  |  |  |  |  |  |                      |
|                     |                                  |  |                     |                                        |  |  |  |  |  |  |  |                      |
|                     |                                  |  |                     | Richard FitzAlan, 10th Earl of Arundel |  |  |  |  |  |  |  |                      |
|                     |                                  |  |                     |                                        |  |  |  |  |  |  |  |                      |
|                     | Alice FitzAlan, hraběnka z Kentu |  |                     |                                        |  |  |  |  |  |  |  |                      |
|                     |                                  |  |                     |                                        |  |  |  |  |  |  |  |                      |
|                     |                                  |  |                     | Eleonora z Lancasteru                  |  |  |  |  |  |  |  |                      |
|                     |                                  |  |                     |                                        |  |  |  |  |  |  |  |                      |
| Markéta Beaufortová |                                  |  |                     |                                        |  |  |  |  |  |  |  |                      |
|                     |                                  |  |                     |                                        |  |  |  |  |  |  |  |                      |
|                     |                                  |  | Sir Roger Beauchamp |                                        |  |  |  |  |  |  |  |                      |
|                     |                                  |  |                     |                                        |  |  |  |  |  |  |  |                      |
|                     | Roger Beauchamp                  |  |                     |                                        |  |  |  |  |  |  |  |                      |
|                     |                                  |  |                     |                                        |  |  |  |  |  |  |  |                      |
|                     |                                  |  |                     | Joan de Clopton                        |  |  |  |  |  |  |  |                      |
|                     |                                  |  |                     |                                        |  |  |  |  |  |  |  |                      |
|                     | John Beauchamp                   |  |                     |                                        |  |  |  |  |  |  |  |                      |
|                     |                                  |  |                     |                                        |  |  |  |  |  |  |  |                      |
|                     |                                  |  |                     |                                        |  |  |  |  |  |  |  |                      |
|                     |                                  |  |                     |                                        |  |  |  |  |  |  |  |                      |
|                     | Mary                             |  |                     |                                        |  |  |  |  |  |  |  |                      |
|                     |                                  |  |                     |                                        |  |  |  |  |  |  |  |                      |
|                     |                                  |  |                     |                                        |  |  |  |  |  |  |  |                      |
|                     |                                  |  |                     |                                        |  |  |  |  |  |  |  |                      |
|                     | Margaret Beauchamp of Bletso     |  |                     |                                        |  |  |  |  |  |  |  |                      |
|                     |                                  |  |                     |                                        |  |  |  |  |  |  |  |                      |
|                     |                                  |  |                     | William de Stourton                    |  |  |  |  |  |  |  |                      |
|                     |                                  |  |                     |                                        |  |  |  |  |  |  |  |                      |
|                     | John Stourton                    |  |                     |                                        |  |  |  |  |  |  |  |                      |
|                     |                                  |  |                     |                                        |  |  |  |  |  |  |  |                      |
|                     |                                  |  |                     | Joan Vernon                            |  |  |  |  |  |  |  |                      |
|                     |                                  |  |                     |                                        |  |  |  |  |  |  |  |                      |
|                     | Edith Stourton                   |  |                     |                                        |  |  |  |  |  |  |  |                      |
|                     |                                  |  |                     |                                        |  |  |  |  |  |  |  |                      |
|                     |                                  |  |                     |                                        |  |  |  |  |  |  |  |                      |
|                     |                                  |  |                     |                                        |  |  |  |  |  |  |  |                      |
|                     | Lettice                          |  |                     |                                        |  |  |  |  |  |  |  |                      |
|                     |                                  |  |                     |                                        |  |  |  |  |  |  |  |                      |
|                     |                                  |  |                     |                                        |  |  |  |  |  |  |  |                      |
|                     |                                  |  |                     |                                        |  |  |  |  |  |  |  |                      |